# 尼克·連恩
尼克·連恩（英語：Nick Lane，1967年—）是一位英国生物化学家和科普作家，伦敦大学学院进化生物化学教授，主要科普作品有《生命的躍升：40億年演化史上最重要的10個關鍵》（Life Ascending: The Ten Great Inventions of Evolution）、《能量、性、死亡：粒線體與我們的生命》（Power, Sex, Suicide: Mitochondria and the Meaning of Life）、《生命之源：能量、演化與複雜生命的起源》（The Vital Question: Energy, Evolution, and the Origins of Complex Life）等

## 生平
尼克·連恩於1995年自UCL医学院獲博士學位，隨後於牛津臨床通訊（Oxford Clinical Communications）擔任醫學寫作專員，一年後轉至一家醫學傳媒公司擔任醫學作家。
1997年尼克·連恩成為倫敦大學學院的榮譽研究員，2006年起任榮譽教授（Honorary Reader），2013年起為遺傳學、演化與環境學系的演化生化學教授。他著有多本科普書籍，2015年獲生化學會獎，2016年獲伦敦皇家学会迈克尔·法拉第奖，其著作《生命的躍升》獲2010年的英國皇家學會科學圖書獎。另外他曾於2012年9月與2014年5月兩度至BBC廣播四台In Our Time節目受訪。

## 著作
- Lane, Nick. . Oxford University Press. 2002. ISBN 978-0198508038.
- ——— Fuller, Barry; Benson, Erica (编). . CRC Press. 2004. ISBN 978-0415247009.
- ———. . Oxford University Press. 2005. ISBN 978-0192804815.
- ———. . Profile Books. 2009. ISBN 978-1861978486.[8]
- ———. . Profile Books. 2015. ISBN 978-1781250365.[9]
- ———. . W. W. Norton & Company. 2022. ISBN 978-1324064503.[10]